# 沃利尼亞鎮區 (密歇根州)
沃利尼亞鎮區（英語：Volinia Township）是位於美國密歇根州卡斯縣的一個行政鎮區。

## 地方資料
沃利尼亞鎮區的面積為91.00平方千米，當中陸地面積為89.10平方千米，而水域面積為1.90平方千米。根據2020年美國人口普查的數據，當地共有人口1096人，而人口密度為每平方千米12.04人。